# Il sole anche di notte
Il sole anche di notte è un film del 1990 diretto da Paolo e Vittorio Taviani.
Si tratta del dodicesimo film diretto dai fratelli Taviani, liberamente tratto dal racconto Padre Sergij di Lev Tolstoj, prodotto da Giuliani G. De Negri. È stato presentato fuori concorso al 43º Festival di Cannes.

## Trama
Fine Settecento. Sergio Giuramondo, il nobile e promesso sposo della Duchessa Cristina, apprende che la sua futura consorte è stata l'amante di Re Carlo e, di conseguenza, rompe il patto nuziale. Riscopre la sua antica vocazione religiosa, che risale ai tempi dell'infanzia e diviene Chierico Regolare di San Paolo (barnabita), alle dipendenze del vescovo. Sergio dopo un'ennesima delusione chiede di ritirarsi in un eremo per condurre una vita da anacoreta. Affronta innumerevoli prove, tra le quali quella di resistere alla seduzione di una splendida attrice. Padre Sergio, convinto di non poter superare la prova, s'infligge una mutilazione. La donna, colpita dal suo gesto si ritira quindi in un monastero come monaca di clausura. Presto acquista fama di santo e di guaritore, fama che mette in pericolo la sua amata solitudine, interrotta da masse di disperati in cerca di guarigione fisica e spirituale. Quando ormai sembra aver superato anche le prove più difficili, si concede a una ragazza malata e poi riparte, in segreto, verso una nuova solitudine.

## Produzione
La maggior parte delle riprese è stata effettuata in Abruzzo a Campo Imperatore, mentre le restanti scene relative alla prima parte del film tra Matera e Craco.
Alcune scene, tra cui il romitaggio di Sergio Giuramondo, sono ambientate in Puglia, sulla Murgia, tra Altamura e Gravina in Puglia. Altre sono invece ambientate a Napoli, precisamente a Palazzo Reale.

## Incassi
Il sole anche di notte si collocò al cinquantatreesimo posto tra i film di maggiore incasso nella stagione 1989-1990.

## Riconoscimenti
- Nastro d'argento alla migliore colonna sonora a Nicola Piovani (1991)